# Cantone di Guéret-Nord
Il Cantone di Guéret-Nord era una divisione amministrativa dell'arrondissement di Guéret.
A seguito della riforma approvata con decreto del 17 febbraio 2014, che ha avuto attuazione dopo le elezioni dipartimentali del 2015, è stato soppresso.

## Composizione
Comprendeva parte della città di Guéret e i comuni di:
- Ajain
- Glénic
- Jouillat
- Ladapeyre
- Saint-Fiel